# Pogányszentpéter
Pogányszentpéter is een plaats (község) en gemeente in het Hongaarse comitaat Somogy. Pogányszentpéter telt 534 inwoners (2001).